# Омматидий

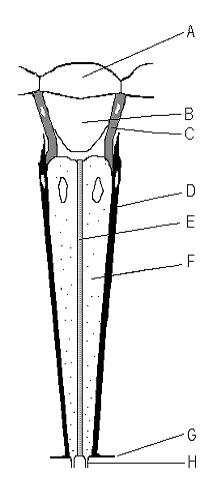
A — роговица, B — кристаллический конус, C и D — пигментные клетки, E — рабдом, F — клетки сетчатки, G — мембрана, H — зрительный нерв

Оммати́дий (от др.-греч. ὄμμα, род. падеж ὄμματος — «глаз») — структурная и функциональная единица фасеточного глаза насекомых, ракообразных и некоторых многоножек.
Омматидии сформировались в ходе эволюции из изолированных простых глазков — археомм при их интеграции в сложные, или фасеточные, глаза. Количество омматидиев в таком глазу различно: от горстки у примитивных древнечелюстных и щетинохвосток до 28 тыс. (у стрекозы). Фасеточный глаз специализирован для восприятия движения (острота зрения и способность к восприятию формы предмета у него развиты слабо) и обеспечивает очень широкое поле зрения (у саранчи каждый омматидий имеет угол зрения в 20°). Таким образом, любое движение врага или добычи мгновенно улавливается хотя бы одним из омматидиев.

## Строение
В омматидии можно различить три основные части: преломляющую (диоптрическую), воспринимающую (рецепторную) и изолирующую.
Преломляющая часть омматидия состоит из двух линз с неизменным фокусным расстоянием. Наружная линза (хрусталик) имеет шесть граней и состоит из хитина, имеет двояковыпуклую форму. Внешне хрусталики омматидиев видны в виде шестиугольных фасеток. В углах соприкосновения смежных линз располагаются длинные прямые щетинки: они служат для защиты глаза от пыльцы и встречаются у всех насекомых, посещающих цветы.
Под хрусталиком расположены две корнеагенные клетки, которые в процессе развития организма выделяют хрусталик, а затем преобразуются в пигментные клетки. Вторая линза — кристаллический или хрустальный конус, располагается под хрусталиком и представляет собой прозрачное тело конусообразной формы с основанием, прилегающим к хрусталику, и вершиной, обращённой вниз.
Рецепторная часть омматидия состоит из сильно вытянутых зрительных (ретинальных) клеток, соединенных радиально в общий пучок. Чаще всего таких клеток насчитывается восемь. Вершинные части, соприкасаясь между собой, выделяют в процессе развития общую прозрачную зрительную палочку — рабдом. Внешний конец рабдома лежит вблизи вершины кристаллического конуса; противоположный конец переходит в волокна зрительных нервов. Все ретинулы глаза образуют сетчатку сложного глаза (ретину).
Изолирующая часть глаза состоит из пигментных клеток, содержащих чёрный пигмент, поглощающий световые лучи. Главную часть изолирующего аппарата составляют клетки, окружающие хрусталик. Благодаря им вокруг каждого омматидия образуется светонепроницаемая оболочка, защищающая рабдом от попадания боковых лучей света.
В нижней части рабдома находится базальная мембрана, имеющая вид тонкой перепонки, выстилающей весь глаз изнутри. Базальная мембрана пронизана множеством отверстий, сквозь которые проходят трахеи и нервные отростки к зрительным долям головного мозга.